# Leptogaster aganniphe
Leptogaster aganniphe är en tvåvingeart som beskrevs av Emile Janssens 1957. Leptogaster aganniphe ingår i släktet Leptogaster och familjen rovflugor.
Artens utbredningsområde är Zimbabwe. Inga underarter finns listade i Catalogue of Life.